# Сент-Огастін-Біч (Флорида)
Сент-Огастін-Біч (англ. St. Augustine Beach) — місто (англ. city) в США, в окрузі Сент-Джонс штату Флорида. Населення — 6803 особи (2020).

## Географія
Сент-Огастін-Біч розташований за координатами 29°50′30″ пн. ш. 81°16′15″ зх. д. / 29.84167° пн. ш. 81.27083° зх. д. (29.841563, -81.270970).  За даними Бюро перепису населення США в 2010 році місто мало площу 5,61 км², з яких 5,48 км² — суходіл та 0,13 км² — водойми.

## Демографія
Згідно з переписом 2010 року, у місті мешкало 6176 осіб у 2847 домогосподарствах у складі 1677 родин. Густота населення становила 1100 осіб/км².  Було 4275 помешкань (761/км²).
Расовий склад населення:
| - 95,8 % — білих - 1,2 % — азіатів - 0,8 % — чорних або афроамериканців - 0,3 % — корінних американців |

До двох чи більше рас належало 1,2 %. Частка іспаномовних становила 3,8 % від усіх жителів.
За віковим діапазоном населення розподілялося таким чином: 15,8 % — особи молодші 18 років, 64,1 % — особи у віці 18—64 років, 20,1 % — особи у віці 65 років та старші. Медіана віку мешканця становила 45,9 року. На 100 осіб жіночої статі у місті припадало 92,2 чоловіків;  на 100 жінок у віці від 18 років та старших — 90,9 чоловіків також старших 18 років.
Середній дохід на одне домашнє господарство  становив 96 679 доларів США (медіана — 72 344), а середній дохід на одну сім'ю — 115 404 долари (медіана — 88 682). За межею бідності перебувало 6,6 % осіб, у тому числі 1,6 % дітей у віці до 18 років та 6,1 % осіб у віці 65 років та старших.
Цивільне працевлаштоване населення становило 3328 осіб. Основні галузі зайнятості: освіта, охорона здоров'я та соціальна допомога — 25,6 %, мистецтво, розваги та відпочинок — 19,3 %, роздрібна торгівля — 10,8 %, науковці, спеціалісти, менеджери — 10,8 %.